# Karpiłówka (rejon rówieński)
Karpiłówka (ukr. Карпилівка, Karpyliwka) – wieś na Ukrainie, w obwodzie rówieńskim, w rejonie rówieńskim. W 2025 roku liczyła 1144 mieszkańców.
W okolicach tej miejscowości w 1920 rozgrywała się bitwa pod Równem.

## Przypisy

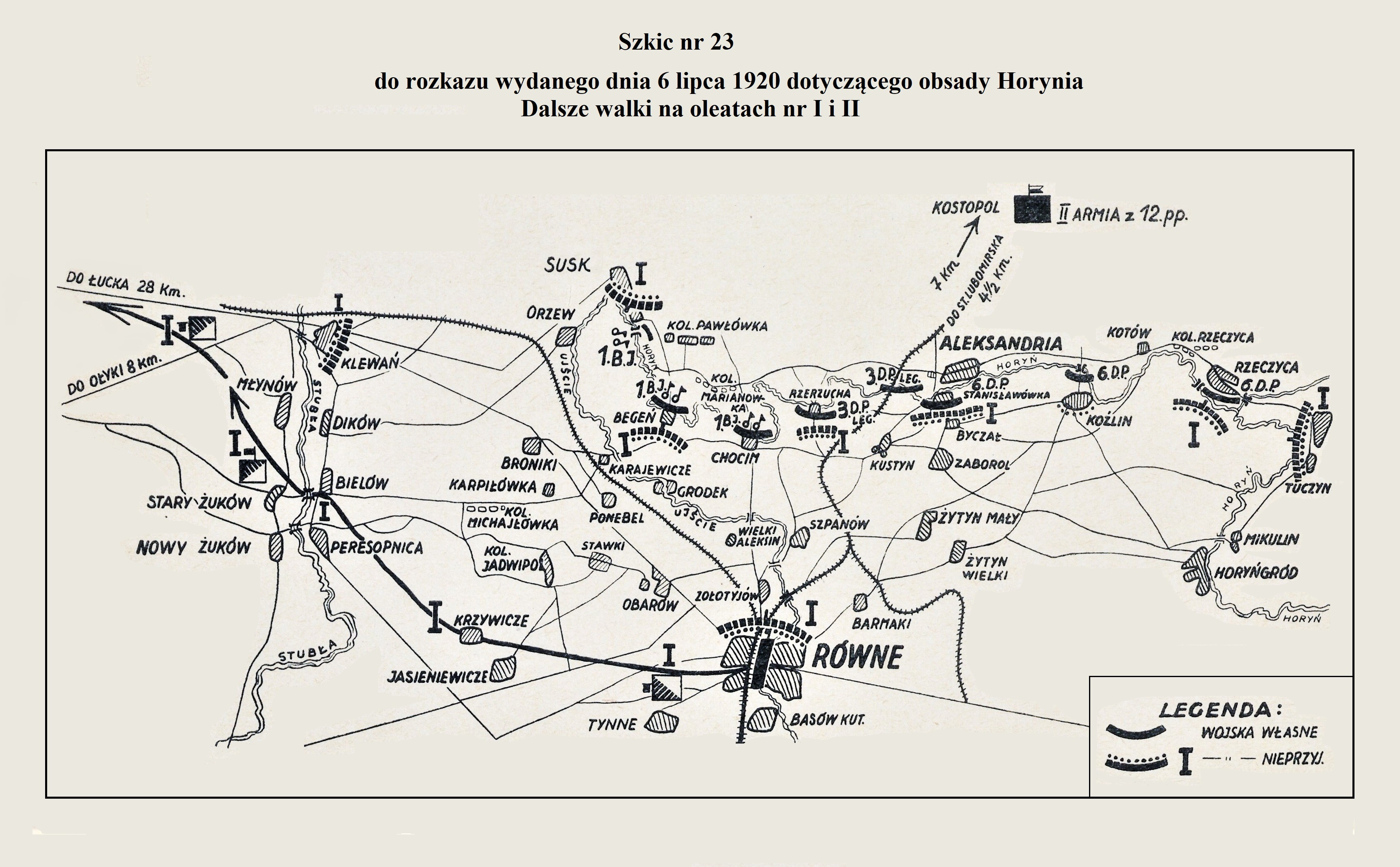
Gen. Kazimierz Raszewski, Wspomnienia z własnych przeżyć do końca roku 1920